# Nick Burley
Nick Burley (Austin, Nevada, 17. svibnja 1875. – Seattle, Washington, 5. ožujka 1911.), američki boksač hrvatskog podrijetla, iz mjesta Boljenovića u Ponikvama na Pelješcu. Pravo mu je ime Nicholas Barović. Njegova boksačka karijera trajala je od 1890. do 1907. Odigrao je 72 borbe; 45 puta je pobijedio, 21 put izgubio i 5 puta odigrao neriješeno, jedanput je odustao. Umro je 1911. u Seattleu od srčanog udara, objavile su tamošnje dnevne novine. 1902. pobijedio je Franka "Paddya" Slavina u teškoj kategoriji za naslov prvaka Yukona.